# Ржевский, Владимир Константинович
Влади́мир Константи́нович Рже́вский (1811—1885) — чиновник особых поручений, сенатор, публицист, тайный советник.
Владел имением в Мценском уезде Тульской губернии, сосед и знакомый Ивана Сергеевича Тургенева.

## Биография
Родился 28 октября (9 ноября) 1811 года. Происходил из дворянского рода Ржевских. Его дед, Владимир Матвеевич Ржевский был новгородским губернатором.
В 1831 году окончил Императорский Московский университет, со степенью кандидата, и 12 сентября следующего года поступил на службу в штат Орловского губернского правления с сохранением обязанностей в делах гражданского губернатора.
Был назначен 12 февраля 1836 года столоначальником в Канцелярию попечителя Московского учебного округа, а с января 1837 года начал работать учителем истории и старшим надзирателем над воспитанниками в Московском дворянском институте.
В октябре 1841 года зачислен кандидатом на должность инспектора классов в один из губернских кадетских корпусов; должность инспектора он занял 27 апреля 1844 года в Новгородском кадетском корпусе. Будучи кандидатом с 25 марта по 25 июня 1843 года находился в должности начальника III воспитательного отделения Штаба военно-учебных заведений. Пробыв до 1848 года в должности инспектора, Ржевский уволился, и в октябре занял ту же должность во 2-м кадетском корпусе в Петербурге. В 1851 году уволился «по болезни».

### Работа в Министерстве внутренних дел
В октябре 1856 года был причислен к Министерству внутренних дел; участвовал в комиссиях по преобразованию различных частей государственного хозяйства: в апреле 1857 года он получил командировку для ревизии кассы Орловского Приказа общественного призрения, в июне 1858 года был избран членом в Орловский дворянский Комитет по устройству быта помещичьих крестьян, в 1860 году был назначен членом в Комиссию о Земских банках.
В 1861 году В. К. Ржевский был назначен мировым посредником 4-го участка Мценского уезда и пребывал в этой должности до мая 1862 года, когда был назначен членом Совета Министра внутренних дел. В августе того же года произведён в действительные статские советники. Находясь в этой должности, Ржевский неоднократно направлялся по особым поручениям в командировки:
- в 1862 году — в Саратовскую губернию для расследования действий администрации при строительстве Волго-Донской железной дороги
- в 1864 году — в Оренбургскую губернию для разбирательств по крестьянскому делу по Благовещенскому заводу
- в мае 1865 года — для соглашения о почтовых пересылках по Московско-Харьковскому тракту
- в сентябре 1865 года и в мае 1866 года — в Черниговскую губернию «по особо возложенному поручению» и «для производства исследования по секретному делу»
- в мае 1867 года — в Могилёвскую губернию для сбора статистических сведений о состоянии производства в губернии

В это же время он принимал участие в целом ряде комиссий:
- в 1863 году был назначен членом комиссии по улучшению способа устройства почтовой службы
- в том же году состоял в Техническом комитете при Министерстве финансов по пересмотру положения о питейном сборе
- в 1864 году находился в учреждённой при Министерстве финансов комиссии для пересмотра системы податей и сборов
- в техническом комитете, по судебному отделу, по пересмотру правил о взыскании за нарушение питейного устава
- в 1865 году был в комиссии, учреждённой при Департаменте неокладных сборов, для пересмотра правил о торговле крепкими спиртными напитками
- с августа того же года состоял начальником комиссии по пересмотру архивных дел Хозяйственного департамента
- в марте 1866 года — член комиссии по преобразованию духовно-учебных заведений и по подготовке проекта их уставов
- в январе 1868 года был приглашён в ипотечную комиссию

В 1867 году В. Ржевский был произведён в тайные советники.

### Работа в Министерстве юстиции
С января 1869 года состоял при Министерстве юстиции, был ответственным за межевую часть. В январе 1870 года отправлен в командировку для обзора делопроизводства Черниговской и Полтавской межевых палат, а в августе того же года назначен членом консультации и временно управляющим межевой частью министерства.
Был назначен 20 апреля 1872 года сенатором в Межевой департамент Правительствующего сената.
Умер 14 (26) марта 1885 года. Похоронен в Симоновом монастыре, разрушенном в Советское время.

## Семья
Родители: отец — майор Константин Владимирович Ржевский (15.01.1783—21.01.1831); мать — Татьяна Алексеевна Репьева. В семье, кроме Владимира, родились ещё четверо: Анна, Николай, Софья и Фёдор.
Жена: Наталья Андреевна Беэр (1809—1887). Его двоюродная сестра.

## Публикации В. К. Ржевского
- Февральская Революция во Франции // Русский Вестник. — Т. 48, № 11. — С. 5—111.
- Да или нет? // Русский Вестник. — Т. 42, № 12. — С. 816—839.
- О мерах, содействующих развитию пролетариата // Русский Вестник. — Т. 25 и 27, № 1—2. — С. 213—278, 5—42, 195—216.
- Об Отношении Гимназии к Университету // Русский Вестник. — Т. 27, № 18. — С. 515—560.
- Способ собирания прямых налогов во Франции // Русский Вестник. — Т. 23, № 18. — С. 227—262.
- Опыт разрешения вопроса о выкупе земли // Русский Вестник. — Т. 18, № 24.
- Миллиард вознаграждений эмигрантам // Русский Вестник. — 1858.
- Воспитание народа // Русский Вестник. — 1865.
- Взгляд на теорию бюрократической администрации // Русский Вестник. — 1860.
- Обработка земли вольнонаемными рабочими // Русский Вестник. — Т. 37.
- Заметка на ответ г-на Рычкова г-ну Д. Самрину в газете День // Северная почта. — № 43.
- О значении и внутреннем устройстве университетов // Северная почта. — № 110 и 111.
- Несколько замечаний по поводу отчета Комитета для разбора и призрения нищих за 1860 год // Северная почта. — № 10.
- Об уставной грамоте // Северная почта. — № 42.
- Много или мало у нас денежных знаков // Русский инвалид. — 1864. — № 111.
- Несколько мыслей по вопросу о доставлении помещичьим крестьянам возможности приобретения поземельной собственности // Санкт-Петербургские ведомости. — 1858. — № 59.
- Несколько слов о дворянстве // Наше время. — 1861. — № 11.
- Голос из Орловской губернии по вопросу об учреждении земских банков // Современный Летописец. — 1861. — № 7 и 8.
- Об ответственности мировых посредников // Современный Летописец. — 1861. — № 22 и 30.

Собрание бумаг В. К. Ржевского хранится в Императорской публичной библиотеке.